# Czas (antropologia)
Czas – miernik trwania, jest w antropologii jedną z kluczowych wartości tożsamości kulturowej, kształtujących życie jednostki i zbiorowości, do której ta przynależy, oraz ich stosunek do świata.
Ma charakter wartości zinterioryzowanej (uwewnętrznionej), co oznacza, że kształtuje na poziomie przedrefleksyjnym czy też bezrefleksyjnym stosunek przedstawicieli danej kultury (społeczeństwa) do rzeczywistości. Większość przedstawicieli danej kultury nie zdaje sobie sprawy, że sposób, w jaki postrzegają oni czas, jest w nich wpisany kulturowo i sądzą, że jest naturalny i oczywisty, dopiero w zderzeniu z przedstawicielami innych kultur ujawnia się jego względność. Jako wartość zinterioryzowana wpływa na sposób myślenia, nie dając tego jednocześnie po sobie poznać (z wyjątkiem jednostek bardzo świadomych uwarunkowań kulturowych) i wpływa na to, że jednostki o podobnym podejściu do czasu odczuwane są jako w pewien sposób bliższe, bardziej zrozumiałe, przewidywalne, etc.

## Przykład
Jak działa czas jako wartość tożsamości kulturowej? Wyobraź sobie, że Włoch umówił się na spotkanie ze Szwedem. Dla Szweda naturalne jest, żeby przyjść 5 minut przed czasem. Włoch natomiast przyzwyczajony jest, że punktualność nie ma w jego społeczeństwie żadnego znaczenia, więc oczywiście spóźnił się o 20 minut. W rezultacie Szwed jest wściekły, że tamten go lekceważy, a Włoch obraża się, że Szwed jest sztywny i małostkowy. Choć przecież żaden z nich nie miał złych intencji. Szwed woli więc umawiać się z Duńczykami, a Włoch z Hiszpanami, m.in. ze względu na podejście do czasu właśnie.

## Sposoby odliczania czasu

### Czas odmierzany precyzyjnie
Zegary mechaniczne, odmierzające precyzyjnie godziny i minuty, powstały po raz pierwszy w XII wieku na użytek klasztorów, by odliczać pory modlitw. W XIV wieku zaczęły robić karierę „świecką”, dając początek temu, co niektórzy (Guriewicz) nazywają czasem kupieckim. Oparty na precyzyjnych i oderwanych od uwarunkowań przyrodniczych obliczeniach pomiar czasu okazał się bowiem istotny dla rozwoju handlu i banków (np. by obliczać odsetki). Tego rodzaju czas wywarł największy wpływ na późniejsze kultury protestanckie – to z tego kręgu pochodzi przysłowie Czas to pieniądz.

### Elastycznegodziny starożytne
W kulturach starożytnych, które obliczały godziny, posługiwano się pomiarem, w którym godziny nie były sobie równe, ponieważ zarówno dzień, jak i noc, zawsze dzieliły się na 12 godzin, niezależnie od różnic w długości dnia do nocy w poszczególnych okresach roku.

### Cykle przyrody
W wielu kulturach archaicznych i oralnych jedynymi formami pomiaru są odniesienia do cykli przyrody i przyrodniczych punktów orientacyjnych (liczba zim lub wiosen, pełni księżyca itp.).

## Rodzaje czasu
Może być dzielony na przeszłość, związaną z pamięcią, teraźniejszość, związaną z percepcją i przyszłość, związaną z nadzieją. W antropologii kultury wyróżnianych jest wiele różnych rodzajów czasu i sposobów podejścia do niego, jakie mogą występować w różnych społeczeństwach. Poniżej przedstawione są niektóre z nich.

### Czas cykliczny
Występuje np. w społeczeństwach rolniczych, plemiennych, w starożytności, w plemionach barbarzyńskiej Europy we wczesnym średniowieczu, zanim przyjęły one chrześcijaństwo.
Czas cykliczny polega na tym, że jest postrzegany jako wciąż powracający cyklami zdarzeń na takiej zasadzie, jak pory roku. W takich społeczeństwach powszechnie uważa się, że czas zatacza koła, powracając rytmem pór roku i pojawiających się i odchodzących kolejnych pokoleń. (zob. Eliade)

### Czas święty
Kategoria zaproponowana przez rumuńskiego religioznawcę Mirceę Eliadego. W niektórych społeczeństwach czas dzieli się na:
- świecki, w którym dokonuje się ludzka egzystencja
- i święty (in illo tempore), który może być odwracalny i przywracany, rekonstytuowany przez uczestnictwo w święcie religijnym.

### Przeszłość absolutna
Przeszłość absolutna jest to kategoria wprowadzona po raz pierwszy przez Goethego, podjęta następnie przez Bachtina. Opisuje stosunek czasowy pewnych społeczeństw do mitu. Akcja mitu toczy się w przeszłości całkowicie już oderwanej od związków z teraźniejszością, zupełnie odległej i odciętej od współczesności.

### Czas rodowy
Związany z przodkami, odliczaniem ich generacji, jego posiadanie i głębokość jego sięgania w przeszłość traktowane jest jako prestiż.

### Czas lokalny
Czas lokalny występował w średniowiecznej Europie, gdzie każda osada postrzegała czas miejscowo i odliczała go w sposób niezgodny z czasem innych, wiążąc zresztą zwykle własne, lokalne początki z wielkimi mitycznymi i historycznymi postaciami. Dlatego np. tak wiele historii rodów czy miejscowości pisanych w średniowieczu zaczyna się od postaci jakiegoś Rzymianina (np. Juliusza Cezara) albo Greka (np. Aleksandra Wielkiego).

### Homeostaza
Społeczeństwa nie stosujące pisma, tzw. kultury oralne, mają tendencję do tzw. homeostazy, czyli do wizji czasu jako niezmiennego trwania świata nieustannie w tej samej postaci. Wskutek czego przekształcają one swoje opowieści o przeszłości niejako dostosowując je do stanu obecnej rzeczywistości, np. zmieniając liczbę plemion czy przodków w legendach tak, by się to dało ławo przełożyć na stan obecny. Proces ten odbywa się w nieświadomości społecznej i tworzy wrażenie niezmiennego trwania, a więc naturalności obecnego porządku rzeczy.

### Czas linearny
Przełomowe znaczenie w pojawieniu się linearnego odczucia czasu miał judaizm, który jako pierwszy system światopoglądowy nie opisywał świata jako cyklicznego, a zaczął to robić jako zmierzający do pewnych zdarzeń w przyszłości (nadejście Mesjasza, restauracja Domu Dawidowego itp.).
Następnym takim przełomem było chrześcijaństwo, które ostatecznie wyprostowało czas w cywilizacji Zachodu, dzieląc go na ten przed przyjściem Jezusa Chrystusa i po nim, a także wyznaczając pewne zdarzenia docelowe: Sąd Ostateczny. (zob. Guriewicz)
Czas linearny może mieć różne swoje inwarianty, może być
- historyczny (kronikarski)
- teleologiczny

Przy czym może zawierać elementy jednego i drugiego rodzaju, w różnym natężeniu.

#### Czas teleologiczny
Czas teleologiczny nastawiony jest na cel, do jakiego zmierza.
Może mieć kilka inwariantów:
- religijny – taki dominował w średniowieczu; świat zmierzał do pewnego celu, czyli do Sądu Ostatecznego, zbawienia itp.;
  - à propos średniowiecza warto tutaj wspomnieć, że w wymiarze świeckim, nieeschatologicznym, panowało w tej epoce przekonanie o odwrotności postępu: o kolejnych etapach degeneracji – przeszłość to była dynamiczna i wielka młodość świata, natomiast zbliżając się do kresu świat się starzeje i niedołężnieje;
- świecki – czyli np. nakierowany na ideę postępu, nowoczesności; idea ta po raz pierwszy została wprawdzie w Europie sformułowana w XII wieku, ale tylko nieliczne jednostki w nią wierzyły; na dominującą pozycję zaczęła się wysuwać w XVIII, a zwłaszcza w XIX i XX wieku; dużą rolę odegrała tu filozofia oświecenia, a następnie teoria ewolucji Darwina.

#### Czas historyczny
Czas historyczny nastawiony jest na kolejność zdarzeń po sobie następujących, bardzo skupia się na przeszłości.
- w średniowieczu charakterystyczna była kronikarska odmiana tego czasu, nastawiona głównie na relacjonowanie kolejności zdarzeń
- w związku z rewolucją francuską i teorią ewolucji Darwina myślenie historyczne nabrało bardziej kumulacyjnego, procesowego, wzbierającego i rozwojowego wymiaru; znaczenie rewolucji francuskiej polega na tym, że po raz pierwszy od niepamiętnych (dla ówczesnych) czasów dokonał się nagle tak ogromny wstrząs dziejowy, społeczno-polityczny, który zakwestionował naturalność społecznego status quo i wykazał namacalnie jego zmienność w czasie

### Czas a struktura języka
Badania przeprowadzone przez Whorfa i Sapira nad językami i sposobami myślenia Indian północnoamerykańskich wykazały, że ogromną rolę w postrzeganiu czasu przez daną kulturę odgrywa struktura języka, jakim posługuje się dane społeczeństwo. Język plemienia Hopi np. nie rozróżnia płaszczyzn czasowych w rodzaju: przeszłość – teraźniejszość – przyszłość. W języku tym rozróżnienie przebiega zupełnie inaczej, można je określić jako podział na czas:
- rzeczywisty albo faktyczny
- oraz możliwy czy też prawdopodobny.

W społeczeństwie, które mówi i myśli w takim języku, niemożliwe jest myślenie linearne, historyczne czy teleologiczne, ponieważ język taki umiejscawia zdarzenia i ustala relacje między nimi w zupełnie inny sposób. Do podobnych wniosków doprowadziły badania nad innymi plemionami Indian, np. nad Navaho.

### Postmodernistyczne odczucie czasu
Zdaniem Fredrica Jamesona postmodernistyczne doświadczenie czasu polega na zaniku jakiejkolwiek dłuższej perspektywy czasowej, czy poczucia ciągłości przyczynowo-skutkowej. Jameson porównuje to do schizofrenii rozumianej tak, jak definiuje ją psychoanaliza ze szkoły Jacques’a Lacana: jako przerostu odczucia czasu teraźniejszego. W ukształtowaniu się takiego odczucia czasu widzi decydujący wpływ telewizji i jej logiki.